# 성봉수
성봉수(成奉洙, 1964년 11월 13일 ~ )는 대한민국의 시인이다.

## 생애
1964년 충청남도 연기군 조치원(지금의 세종특별자치시 조치원)에서 태어났다. 조치원교동초등학교, 조치원중학교, 천안북일고등학교를 졸업했다. 1990년 백수문학에 시 당선으로 데뷔했으며 1995년 '한겨레문학 신인상'을 수상했다. 1989년부터 1990년까지 청년문화 사무국장을 지냈으며 1994년부터 1995년까지 백수문학 편집위원을 거쳐 2013년부터 2014년 사무국장, 2016년부터 편집국장을 맡고, 2017년부터는 편집인도 겸했다. 2015년부터 한국문인협회 지회지부 협력위원회 위원으로 활동중이다. 2014년 세종특별자치시와 한국문화예술위원회의 문화예술창작 지원사업 작가로 선정되었다. 2018년 서울시 <미래유산시>에 시 「옛집에 걸린 달」(박경리 구옥) 이 당선 되었다. 서울지하철안전문에 시「삼겹살을 먹으며」(2호선 잠실역, 3호선 잠원역, 7호선 장암역)이, 시「옛집에 걸린달」(4호선 길음역, 성신여대역, 한성대역, 혜화역, 동대문역)에 게시 중이다. 시집에 『너의 끈』 『바람 그리기』『검은 해』가 있다.

## 소속
- 한국문인협회 시분과
- 백수문학회
- 한국문학방송 문인회원

## 수상
- 1990년 백수문학 신인당선(성기조. 정광수)
- 1995년 한겨레문학 신인상(박재삼. 원영동)
- 2018년 서울미래유산詩당선(서울시)

## 주요 작품
- E-book  그런 이별이 나뿐이랴, 모서리에 앉아 술을 먹다, 고독/苦獨, 소주 한 병은 두 잔의 글라스, 카라멜마끼아또, 삼월아 꽃하고 놀자.
- 시집, 『너의 끈』 『바람 그리기』 『검은 해』